# Markus Heppke
Markus Heppke (Essen, 1986. április 11. –) német labdarúgó-középpályás.